# Carlos Saura
Carlos Saura (4. ledna 1932 Huesca – 10. února 2023 Madrid) byl španělský filmový režisér a scenárista, představitel evropského psychologického filmu.

## Životopis
Narodil se jako druhý ze čtyř sourozenců do středostavovské rodiny. Jeho otec Antonio Saura Pacheco pocházel z Murcie, byl právník a státní úředník. Matka, Fermina Atarés Torrente, byla koncertní pianistka. Carlos měl staršího bratra Antonia Sauru (1930–1998), který se stal malířem, a dvě mladší sestry, Maríu del Pilar a Maríu de los Ángeles. Rodina ve vzpomínkách bratrů byla harmonická a liberální. Otec byl pracovníkem ministerstva vnitra, proto se rodina Saurových přestěhovala do Barcelony a v roce 1953 do Madridu. Saurovo dětství bylo poznamenáno španělskou občanskou válkou, během níž nacionalisté bojovali proti republikánům.
Carlos od dětství projevoval umělecké sklony, věnoval se umělecké fotografii. V roce 1957 vystudoval režii. Některé zážitky ze španělské občanské války v něm zanechaly nepříjemné vzpomínky, proto život bere jako trauma a točení filmů jako terapii. Měl velmi blízký vztah ke své dominantní matce, některé postavy jeho filmů pocházejí z matriarchálně založených rodin.

## Filmy

### 1958–1975
K filmu se dostává ke konci 50. let. Debutoval dokumentem Cuenca (1958), následoval film Los golfos (1960) který otevřel španělské kinematografii cestu k neorealismu. La caza (1965) je analýzou ran, které přinesla občanská válka, film získal cenu na Mezinárodním filmovém festivalu v Berlíně. Ve spolupráci s producentem Elíasem Querejetou vznikl i film Peppermint frappé, psychologická sonda do následků represí Francova režimu. Sondami do zla, které trápila španělskou společnost, byly i filmy Stress, es tres, tres 1968, La madriguera (1969), El jardín de las delícias (1970) a Ana y los lobos (1972). Jeho nejlepším obdobím jsou 70. léta. Ana a vlci je jeden z nejzajímavějších Saurových filmů, v hlavní roli se objevuje Geraldina Chaplin a její postava Any se vrací do volného pokračování filmu Mamá cumple cien años. Film La prima Angélica (1973) získal speciální cenu poroty na festivalu v Cannes. Film Elisa, vida mia (1975) poctěný cenou v Cannes, je pravděpodobně Saurovým mistrovským dílem, s mnoha autobiografickými rysy. V 70. letech si režisér vybírá témata, o kterých se moc nemluvilo nebo dokonce nesmělo mluvit: sex, násilí, zabíjení a jiné nižší pudy na pozadí latentní vybalancované směsice politiky a náboženství. Jeho hrdinové často vykazují vnitřní samotu, oddělenost od rodin, která se nedá zacelit. Vyhýbá se katarzi. U spousty jeho filmů lze najít autobiografické prvky, přestože Saura sám to popírá.

### 1981–2009
V 80. letech začíná spolupracovat s tehdejším předním tanečníkem flamenca Antoniem Gadesem. Převedl na filmové plátno jeho taneční představení Bodas de sangre (1981) a započal tím nový směr svých hudebně tanečních filmů. Jeho Carmen 1983 byla nominována na Oscara. Další řádka filmů z osmdesátých a devadesátých let jsou: Dulces horas, Antoinera, Los Zancos. V roce 1985 natáčí v Kostarice ambiciózní projekt o hledání El Dorada. Z roku 1989 je La noche escura, z roku 1990 Ay, Carmela!, filmová adaptace stejnojmenné divadelní hry. V roce 1991 natáčí Buenos Aires film El Sur a roku 1994 začíná točit Flamenco, v roce 1997 v Argentině pak film Tango. V roce 1999 má premiéru Goya en Burdeos, z roku 2001 je Buñuel a La mesa del rey Salomón. Následují hudební snímky Salomé 2002, Iberia (2005) a Fados (2007) v portugalské koprodukci. Mezi jeho posledními filmy vynikají ještě El séptimo (2004) a Don Giovanni (2009). Pro mezinárodní výstavu v Zaragoze 2008 točí krátkometrážní Sinfonii de Aragón.
V roce 1992 dostal Saura Zlatou medaili od Academia de las Ciencias y las Artes Cinematograficas de Espanha a roku 1994 titul doctor honoris causa na Univerzitě v Zaragoze.

## Rodina
Byl třikrát ženat a má několik dětí i mimo manželství.
První manželství s Adelou Medrano (španělská režisérka): synové Carlos Saura Medrano (1958) a Antonio Saura Medrano (1960), ze vztahu s americkou herečkou Geraldinou Chaplin syn Shane Saura Chaplin (1974). Druhé manželství s Marcedes Pérez: synové Manuel Saura Pérez (1980), Adrián Saura Pérez (1984), Diego Saura Pérez (1987). Třetí manželství s Eulálií Ramón (španělská režisérka) dcera Ana Saura Ramón (1994)

## Filmografie
- Páskové (1959) – Kluci z předměstí udělají pro zábavu zločin. Po jeho uvedení nesměl Saura 2 roky točit.
- Pláč pro banditu (1964)
- Hon (1966) Tři muži na lovu králíků ve vyprahlé pustině, kde řeší rodinné a jiné záležitosti; motto: „zabíjet nemocné přináší neštěstí“; obsahuje násilí, ne však v primární podobě; končí tragicky.
- Doupě (film) (1969)
- Anna a vlci (1972) – Anglická vychovatelka přijíždí do starého sídla, jemuž vládne matka tří synů, z nichž každý trpí jinou úchylkou; střet naprosto odlišných světů; při snaze služky odejít jí v tom synové zabrání; končí tragicky.
- Sestřenice Angelika (1973) – O člověku, který se dospělý vrací do svého dětství; abstraktní, lyrický.
- Eliso, můj živote (1976) – Příběhy a postavy z deníku nalezeného dcerou hlavního hrdiny, se bez ostré hranice prolínají se skutečností; film nabízí množství interpretací, má výborný paralelní střih a zvuk složený z mnoha vrstev; pravděpodobně nejlepší Saurův film.
- Krvavá svatba (1981) – Život za zákulisím profesionálních tanečníků
- Carmen (film) (1983) – Bizetova opera, prolínaná se scénami z prostředí přípravy na novodobé ztvárnění
- El Dorado (1987) – Dobývání Jižní Ameriky a násilné prosazování křesťanství (sebekritické téma zejm. pro Španělsko)
- Temná noc (1989) – Člověk, který zasvětil celý život Řádu, pokoušený sv. Jan od Kříže
- Salomé (2002) – Vyprávění o baletním představení založeném na známém biblickém příběhu o krásné tanečnici Salome, která se zamiluje do Jana Křtitele.
- Já, Don Giovanni (2009) – Drama o skutečném životním příběhu libretisty opery Don Giovanni. Mladý Lorenzo da Ponte je vyhnán z Benátek a najde útočiště ve Vídni, kde se setkává s W. A. Mozartem. Protože je Lorenzo nadějným básníkem dostane možnost napsat libreto k nové opeře. Film je velmi často srovnáván s Amadeem Miloše Formana, přestože vypráví jiný příběh.